# 경주시의 마천루 목록
대한민국 경상북도 경주시의 마천루 목록이다. 대한민국의 「초고층 및 지하연계 복합건축물 재난관리에 관한 특별법」에 따르면 '초고층 건축물' 이란 층수가 50층 이상 또는 높이가 200m 이상인 건축물을 말한다.

## 마천루 순위
본 목록은 완공되었거나, 상량식을 끝낸 마천루이다.
| 순위 | 이름              | 사진 | 위치   | 높이 | 층수 | 완공 연도 | 비고                                 |
| ---- | ----------------- | ---- | ------ | ---- | ---- | --------- | ------------------------------------ |
| 1=   | 이안 지안스 101동 |      | 안강읍 | 87m  | 29층 | 2019년    | 현재, 경주시에서 가장 높은 마천루다. |
| 1=   | 이안 지안스 102동 |      | 안강읍 | 87m  | 29층 | 2019년    | 현재, 경주시에서 가장 높은 마천루다. |
| 3    | 라한셀렉트 경주   |      | 보덕동 | 60m  | 12층 | 1992년    | [ 3 ]                                |
| 4    | 소노벨 경주       |      | 보덕동 | 41m  | 12층 | 2006년    | [ 4 ]                                |

## 구조물
| 이름     | 사진 | 위치   | 높이 | 완공 연도 | 비고  |
| -------- | ---- | ------ | ---- | --------- | ----- |
| 중도타워 |      | 보덕동 | 85m  | 2016년    | [ 5 ] |
| 경주타워 |      | 천군동 | 82m  | 2007년    | [ 6 ] |

## 같이 보기
- 경주시
- 마천루 목록
- 아시아의 마천루 목록
- 대한민국의 마천루 목록